# Parada (gmina Kuršumlija)
Parada (cyr. Парада) – wieś w Serbii, w okręgu toplickim, w gminie Kuršumlija. W 2011 roku liczyła 5 mieszkańców.